# El Catllar
Pour les articles homonymes, voir Catllar (homonymie).
Ne pas confondre avec la ville française Catllar.
El Catllar est une commune de la province de Tarragone, en Catalogne, en Espagne, de la comarque de Tarragonès.